# AIKa ZERO
『AIKa ZERO』（アイカ ゼロ）は2009年に発売されたOVA作品。全3巻。AIKaシリーズの第3作目。

## 概要
『AIKa R-16:VIRGIN MISSION』（以降、『R-16』）の3年後、19歳になった藍華の活躍を描く。AIKaシリーズのメインでもあるパンチラシーンやお色気シーンが、本作でも多く登場する。

## ストーリー
高校時代の友人・真海 エリに呼び出されたC級サルベイジャー・皇 藍華は、女子高の「聖エアロ学園」で発生している連続女生徒失踪事件の捜査を依頼される。また、美波野 カレン、凪紗 りさことも再会する。聖エアロ学園に潜入した藍華達に、生徒会長・白鳥 美由率いる美少女軍団「ホワイトナイツ」、そして謎の触手が襲いかかる。

## 登場人物
皇 藍華（すめらぎ あいか）
声 - 小清水亜美
19歳の女子大生。C級サルベイジャー。「聖エアロ学園で女子生徒が行方不明になっていて調査してほしい」とエリから依頼を受ける。
真海 エリ（しんかい エリ）
声 - 福圓美里
藍華の高校時代の同級生で、真海重工業の令嬢。19歳の女子大生。
美波野 カレン（みなみの カレン）
声 - 能登麻美子
藍華・エリの高校の先輩でクローン少女。「永遠の17歳」を自称して、聖エアロ学園で現在も女子高生をしている。
前作『R-16』ではロングヘアだったが、本作ではショートヘアとなり、また前作では寡黙だったが、本作では若干口数が多くなった。
凪紗 りさこ（なぎさ りさこ）
声 - 桑谷夏子
カレンの保護者。聖エアロ学園の保健医を務めており、捜査に協力する。
相田 郷造（あいだ ごうぞう）
声 - 大塚明夫
藍華の養父でA級サルベイジャー。
船長
声 - 黒田崇矢
エリのクルーザー「レジーナ・エリ号」の船長。今回もエリ達のサポート役を務める。
白鳥 美由（しらとり みゆ）
声 - 後藤邑子
聖エアロ学園の生徒会長で、「ホワイトナイツ」のリーダー。18歳。
白菊 凛（しらぎく りん）
声 - 高橋美佳子
18歳。ホワイトナイツの一員。
白石 香奈（しらいし かな）
声 - 下田麻美
18歳。ホワイトナイツの一員。
E.T.A.I
声 - 沢城みゆき
美由達を背後で操っていた黒幕。
ルドルフ・ハーゲン
声 - 岡野浩介
後（第1作目のAIKa）に藍華達と対決する天才科学者。事件の裏で暗躍する。
ネーナ・ハーゲン
声 - 桑島法子
ルドルフの妹。兄の命で聖エアロ学園に潜入してその秘密を探っている。

## スタッフ
- 原作 - スタジオ・ファンタジア[1]、バンダイビジュアル[1]
- 監督・キャラクターデザイン - 山内則康[1]
- メカエフェクト作監・3D監修 - 川原智弘
- 撮影監督 - 刀根有史
- 編集 - たぐまじゅん
- 音楽 - 亀山耕一郎
- 音響監督 - 亀山俊樹
- アニメーション制作 - スタジオ・ファンタジア[1]
- 製作 - バンダイビジュアル[1]

## 主題歌
オープニングテーマ「FLYING KID」
作詞 - 只野菜摘 / 作曲・編曲 - 河合英嗣 / 歌 - 小清水亜美
エンディングテーマ「Dream Hunter」
作詞 - 愛流琴音 / 作曲・編曲 - Tatsh / 歌 - 小清水亜美

## 各巻リスト
| 話数 | サブタイトル   | 脚本     | 絵コンテ | 演出     | 作画監督                                                 | 発売日         |
| ---- | -------------- | -------- | -------- | -------- | -------------------------------------------------------- | -------------- |
| 1    | ホワイトナイツ | 金巻兼一 | 下田正美 | 下田正美 | 清丸悟、竹森由加 佐藤陵、窪敏 桜井正明                   | 2009年8月25日  |
| 2    | E.T.A.I.       | 金巻兼一 | 酒井和男 | 酒井和男 | 桜井正明                                                 | 2009年10月27日 |
| 3    | ゼロ           | 金巻兼一 | 藤澤俊幸 | 山本天志 | 山内則康、桜井正明 佐藤陵、鳥山冬美 藤原未来夫、酒井和男 | 2009年12月22日 |

## 小説
メディアファクトリー・MF文庫Jより、OVA第1巻と同日に刊行。夏寿司・著、四条定史・画。
- ISBN 978-4-8401-2869-8

## 漫画
- AIKa ZERO（作画：アザミユウコ） - 『コミックガム』2009年10月号から2010年2月号まで連載、ISBN 978-4-8470-3721-4。
- AIKa ZERO キュート（作画：千樹りおん） - ウェブコミック誌『YOMBAN』2009年7月1日から2010年2月1日まで連載。

## ムック
アイカ コンプリートファンブック
2010年11月に一迅社から発売。